# كأس السوبر الألباني 2010
بطولة كأس السوبر الألباني 2010 هي النسخة السابعة عشر من بطولة كأس السوبر الألباني ، لعب يوم 16 أغسطس 2010 في استاد دوفانا ، بين فريق دينامو تيرانا الفائز بالدوري وفريق كافايي الفائز بكأس ألبانيا. وقد انتهت المباراة بفوز كافايي بالمباراة بنتيجة 3–1 ليحصد لقبه الأول في تاريخ البطولة.

## التفاصيل
| دينامو تيرانا             | 1–3 | كافايي                                                                      |
| ------------------------- | --- | --------------------------------------------------------------------------- |
| باكاي 41' (بالقدم اليمنى) |     | أرتيون 64' (ركلة.) · باولين 74' (بالقدم اليسرى) · شتيني 85' (بالقدم اليمنى) |

| الحكام المساعدون: رييدي أفدو جيرانت تشيريتسي الحكم الرابع: | قوانين المباراة - 90 دقيقة. - 30 دقيقة من الوقت الإضافي إذا لزم الأمر. - ركلات جزاء ترجيحية إذا استمرت النتيجة متعادلة. |